# Napoli Femminile 2021-2022
Questa voce raccoglie le informazioni riguardanti la Società Sportiva Dilettantistica Napoli Femminile nelle competizioni ufficiali della stagione 2021-2022.

## Stagione
La stagione 2021-2022 del Napoli Femminile è la seconda consecutiva in Serie A, dopo la salvezza conquistata nella stagione precedente. L'allenatore Alessandro Pistolesi, tra gli artefici della salvezza in rimonta dopo essere arrivato a metà campionato 2020-2021, è stato confermato anche per la stagione 2021-2022. Dopo aver conquistato quattro punti nelle prime quattro giornate, la squadra è andata incontro a tre sconfitte consecutive contro Milan, Juventus e Sampdoria; al termine di quest'ultima partita, persa al 98' in doppia inferiorità numerica, il direttore generale Crisano si è dimesso in segno di protesta verso alcune contestate decisioni arbitrali a sfavore occorse nelle tre sconfitte consecutive.
Il 15 novembre 2021, dopo la sconfitta casalinga contro il Sassuolo nella partita valida per la nona giornata di campionato e la squadra in decima posizione con 7 punti conquistati, l'allenatore Alessandro Pistolesi è stato sollevato dall'incarico. Il giorno seguente sono stati ufficializzati Giulia Domenichetti e Roberto Castorina come nuovi allenatori della squadra.
Nella prima metà del girone di ritorno la squadra ha conquistato 8 punti in cinque gare, incluse due vittorie consecutive, riuscendo a raggiungere il nono posto e uscendo dalla zona retrocessione. Le successive tre sconfitte consecutive, soprattutto la terza nello scontro diretto contro la Lazio, rallentarono la corsa delle partenopee. Il pareggio col Sassuolo e la vittoria in trasferta ad Empoli portarono il Napoli a giocarsi la salvezza nello scontro diretto contro il Pomigliano all'ultima giornata; il derby campano vide prevalere il Pomigliano, condannando così il Napoli alla retrocessione in Serie B dopo due stagioni in massima serie. Il campionato è stato concluso al decimo e terzultimo posto con 19 punti conquistati, frutto di 5 vittorie, 4 pareggi e 13 sconfitte. In Coppa Italia la squadra è stata eliminata già ai gironi preliminari, avendo concluso il triangolare 2 a pari punti con Empoli e ChievoVerona FM: un successivo sorteggio aveva decretato il passaggio del turno dell'Empoli.

## Organigramma societario
Di seguito l'organigramma societario.
Area direttiva
- Presidente: Raffaele Carlino
- Amministratore delegato: Francesco Tripodi
- Consiglieri: Riccarco Guarino, Luigi Panza, Maria Rosaria Marasco, Alessandro Maiello, Nicola Taranto, Luciano Cimmino, Antonio Cozzolino
- Direttore finanziario: Francesco Scamardella
- Direttore generale: Nicola Crisano, poi Marco Zwingauer[9]
- Direttore Finanziario: Francesco Scamardella
- Responsabile controllo e gestione: Fabrizio de Notaristefani
- Ufficio legale: Lorenza Crispo, Alfredo Donadio
- Segretario generale: Bruno Iovino
- Segretaria prima squadra: Claudia Di Sora

Area marketing
- Responsabile marketing: Alessandro Ganguzza
- Responsabile comunicazione: Gianluca Monti
- Responsabile social media e web marketing: Valeria Alinei
- Fotografo e video maker: Alessandro Vitiello
- Responsabile commerciale: Vincenzo La Marca

Area tecnica
- Allenatore: Alessandro Pistolesi, dal 16 novembre 2021 Giulia Domenichetti e Roberto Castorina
- Vice allenatore: Pasquale Di Leo
- Preparatore atletico: Giacomo Dani, dal 16 novembre 2021 Giuseppe Migliucci
- Allenatore dei portieri: Carmelo Roselli
- Collaboratore tecnico/match analyst: Laura Brambilla
- Collaboratore tecnico/mental coach: Marco Vernacchio
- Area Scouting: Vincenzo Crisano
- Team manager: Gianmaria Vigliotti, Rossana Caldore
- Magazziniere: Ciro Passaro, Rosario Carannante

Area sanitaria
- Responsabile consulta medica: Carlo Ruosi
- Responsabile sanitario: Alfonso De Nicola
- Medico sociale: Giulio Magliulo
- Massofisioterapista: Vincenzo Mazza
- Massaggiatore: Gennaro De Novellis

## Rosa
Rosa aggiornata al 3 febbraio 2022.
| N. |                        | Ruolo | Calciatrice             |
| -- | ---------------------- | ----- | ----------------------- |
| 1  | Canada (bandiera)      | P     | Kelly Chiavaro          |
| 2  | Slovenia (bandiera)    | D     | Lana Golob              |
| 3  | Stati Uniti (bandiera) | D     | Emily Garnier           |
| 4  | Italia (bandiera)      | A     | Aurora Penna            |
| 5  | Italia (bandiera)      | D     | Paola Di Marino         |
| 6  | Italia (bandiera)      | D     | Francesca Zavarese      |
| 7  | Argentina (bandiera)   | C     | Gimena Blanco           |
| 7  | Italia (bandiera)      | A     | Romina Pinna            |
| 8  | Spagna (bandiera)      | C     | Sara González Rodríguez |
| 9  | Grecia (bandiera)      | A     | Despoina Chatzīnikolaou |
| 10 | Bulgaria (bandiera)    | A     | Evdokija Popadinova     |
| 11 | Slovenia (bandiera)    | D     | Kaja Eržen              |
| 13 | Spagna (bandiera)      | P     | Yolanda Aguirre         |
| 14 | Italia (bandiera)      | C     | Sofia Colombo           |
| 15 | Camerun (bandiera)     | D     | Aurelle Awona           |

| N. |                      | Ruolo | Calciatrice            |
| -- | -------------------- | ----- | ---------------------- |
| 16 | Italia (bandiera)    | C     | Eleonora Goldoni       |
| 17 | Italia (bandiera)    | A     | Arianna Acuti          |
| 18 | Italia (bandiera)    | C     | Melanie Kuenrath       |
| 18 | Argentina (bandiera) | A     | Apolonia Berti         |
| 19 | Italia (bandiera)    | A     | Maddalena Porcarelli   |
| 22 | Svezia (bandiera)    | D     | Sejde Abrahamsson      |
| 23 | Italia (bandiera)    | D     | Martina Toniolo        |
| 24 | Italia (bandiera)    | D     | Heden Corrado          |
| 30 | Italia (bandiera)    | C     | Emma Severini          |
| 33 | Italia (bandiera)    | C     | Emma Errico            |
| 34 | Italia (bandiera)    | D     | Ilaria Capitanelli     |
| 88 | Italia (bandiera)    | C     | Claudia Mauri          |
| 91 | Italia (bandiera)    | C     | Francesca Imprezzabile |
| 88 | Italia (bandiera)    | P     | Rachele Baldi          |
| 99 | Argentina (bandiera) | A     | Sole Jaimes            |

## Calciomercato

### Sessione estiva
| Acquisti | Acquisti                | Acquisti         | Acquisti    |
| R.       | Nome                    | da               | Modalità    |
| -------- | ----------------------- | ---------------- | ----------- |
| P        | Yolanda Aguirre         | Santa Teresa     | definitivo  |
| P        | Kelly Chiavaro          | Emek Hefer       | definitivo  |
| D        | Sejde Abrahamsson       | Siviglia         | definitivo  |
| D        | Aurelle Awona           | Stade Reims      | definitivo  |
| D        | Ilaria Capitanelli      | Pink Sport Time  | in prestito |
| D        | Heden Corrado           | Roma             | in prestito |
| D        | Kaja Eržen              | Roma             | definitivo  |
| D        | Emily Garnier           | Fortuna Hjørring | definitivo  |
| D        | Martina Toniolo         | Juventus         | in prestito |
| C        | Gimena Blanco           | Las Pumas        | definitivo  |
| C        | Sofia Colombo           | Inter            | in prestito |
| C        | Melanie Kuenrath        | Florentia S.G.   | definitivo  |
| C        | Sara González Rodríguez | Madrid CFF       | definitivo  |
| C        | Francesca Imprezzabile  | Florentia S.G.   | definitivo  |
| C        | Maddalena Porcarelli    | Cesena           | definitivo  |
| D        | Emma Severini           | Roma             | in prestito |
| A        | Arianna Acuti           | Empoli           | definitivo  |
| A        | Sole Jaimes             | Santos           | definitivo  |

| Cessioni | Cessioni                  | Cessioni   | Cessioni      |
| R.       | Nome                      | a          | Modalità      |
| -------- | ------------------------- | ---------- | ------------- |
| P        | Serena Boaglio            |            | svincolata    |
| P        | Catalina Pérez            |            | svincolata    |
| P        | Sabrina Tasselli          |            | svincolata    |
| D        | Guðný Árnadóttir          | Milan      | fine prestito |
| D        | Federica Cafferata        |            | svincolata    |
| D        | Mariah Cameron            |            | svincolata    |
| D        | Livia Michelle Capparelli |            | svincolata    |
| D        | Martina Fusini            | Fiorentina | fine prestito |
| D        | Chiara Groff              |            | svincolata    |
| D        | Alexandra Huynh           |            | svincolata    |
| D        | Elisabetta Oliviero       | Empoli     | [ 33 ]        |
| C        | Vivien Beil               | Como       | svincolata    |
| C        | Benedetta De Biase        | Orobica    | in prestito   |
| C        | Emma Errico               |            | svincolata    |
| C        | Sarah Huchet              |            | svincolata    |
| C        | Sofieke Jansen            |            | svincolata    |
| C        | Vlada Kubassova           |            | svincolata    |
| C        | Alessandra Nencioni       |            | svincolata    |
| C        | Lára Kristín Pedersen     |            | svincolata    |
| C        | Giulia Risina             |            | svincolata    |
| A        | Jenny Hjohlman            | Brescia    | [ 35 ]        |
| A        | Isotta Nocchi             | Fiorentina | fine prestito |
| A        | Pia Rijsdijk              | Feyenoord  | [ 36 ]        |

### Sessione invernale
| Acquisti | Acquisti       | Acquisti          | Acquisti    |
| R.       | Nome           | da                | Modalità    |
| -------- | -------------- | ----------------- | ----------- |
| P        | Rachele Baldi  | Roma              | in prestito |
| D        | Lana Golob     | VCU Rams          | definitivo  |
| C        | Emma Errico    | Verona            | definitivo  |
| C        | Claudia Mauri  | Milan             | in prestito |
| A        | Apolonia Berti | Newell's Old Boys | definitivo  |
| A        | Romina Pinna   | Cesena            | definitivo  |

| Cessioni | Cessioni               | Cessioni        | Cessioni      |
| R.       | Nome                   | a               | Modalità      |
| -------- | ---------------------- | --------------- | ------------- |
| D        | Ilaria Capitanelli     | Pink Sport Time | fine prestito |
| C        | Gimena Blanco          | Spartak C5      | definitivo    |
| C        | Francesca Imprezzabile | Verona          | definitivo    |
| C        | Melanie Kuenrath       | San Marino      | definitivo    |
| C        | Maddalena Porcarelli   | Brescia         | definitivo    |

## Risultati

### Coppa Italia

#### Gironi eliminatori
| Arbitro: | Foresti (Bergamo) |

|              |           |             |
| Salaorni 56’ | Marcatori | 49’ Goldoni |

| Arbitro: | Gavini (Aprilia) |

|           |           |             |
| Acuti 35’ | Marcatori | 40’ Cinotti |

## Statistiche

### Statistiche di squadra
| Competizione | Punti | In casa | In casa | In casa | In casa | In casa | In casa | In trasferta | In trasferta | In trasferta | In trasferta | In trasferta | In trasferta | Totale | Totale | Totale | Totale | Totale | Totale | DR  |
| Competizione | Punti | G       | V       | N       | P       | Gf      | Gs      | G            | V            | N            | P            | Gf           | Gs           | G      | V      | N      | P      | Gf     | Gs     | DR  |
| ------------ | ----- | ------- | ------- | ------- | ------- | ------- | ------- | ------------ | ------------ | ------------ | ------------ | ------------ | ------------ | ------ | ------ | ------ | ------ | ------ | ------ | --- |
| Serie A      | 19    | 11      | 2       | 0       | 9       | 4       | 15      | 11           | 3            | 4            | 4            | 13           | 15           | 22     | 5      | 4      | 13     | 17     | 30     | -13 |
| Coppa Italia | -     | 1       | 0       | 1       | 0       | 1       | 1       | 1            | 0            | 1            | 0            | 1            | 1            | 2      | 0      | 2      | 0      | 2      | 2      | 0   |
| Totale       | -     | 12      | 2       | 1       | 9       | 5       | 16      | 12           | 3            | 5            | 4            | 14           | 16           | 24     | 5      | 6      | 13     | 19     | 32     | -13 |

### Andamento in campionato
| Giornata  | 1 | 2 | 3 | 4 | 5 | 6 | 7  | 8 | 9  | 10 | 11 | 12 | 13 | 14 | 15 | 16 | 17 | 18 | 19 | 20 | 21 | 22 |
| --------- | - | - | - | - | - | - | -- | - | -- | -- | -- | -- | -- | -- | -- | -- | -- | -- | -- | -- | -- | -- |
| Luogo     | C | T | C | T | C | T | C  | T | C  | C  | T  | T  | C  | T  | C  | T  | C  | T  | C  | T  | T  | C  |
| Risultato | P | P | V | N | P | P | P  | V | P  | P  | P  | N  | P  | V  | V  | N  | P  | P  | P  | N  | V  | P  |
| Posizione | 7 | 9 | 6 | 6 | 7 | 9 | 10 | 9 | 10 | 10 | 10 | 10 | 10 | 10 | 10 | 9  | 10 | 10 | 10 | 10 | 10 | 10 |

Legenda:

Luogo: C = Casa; T = Trasferta. Risultato: V = Vittoria; N = Pareggio; P = Sconfitta.

### Statistiche delle giocatrici
| Giocatore         | Serie A  | Serie A | Serie A     | Serie A    | Coppa Italia | Coppa Italia | Coppa Italia | Coppa Italia | Totale   | Totale | Totale      | Totale     |
| Giocatore         | Presenze | Reti    | Ammonizioni | Espulsioni | Presenze     | Reti         | Ammonizioni  | Espulsioni   | Presenze | Reti   | Ammonizioni | Espulsioni |
| ----------------- | -------- | ------- | ----------- | ---------- | ------------ | ------------ | ------------ | ------------ | -------- | ------ | ----------- | ---------- |
| S. Abrahamsson    | 20       | 0       | 2           | 0          | 2            | 0            | 0            | 0            | 22       | 0      | 2           | 0          |
| A. Acuti          | 18       | 1       | 0           | 0          | 1            | 1            | 0            | 0            | 19       | 2      | 0           | 0          |
| Y. Aguirre        | 15       | -23     | 0           | 0          | 1            | -1           | 0            | 0            | 16       | -24    | 0           | 0          |
| A. Awona          | 13       | 0       | 1           | 1          | 1            | 0            | 0            | 0            | 14       | 0      | 1           | 1          |
| R. Baldi          | 7        | -7      | 0           | 0          | -            | -            | -            | -            | 7        | -7     | 0           | 0          |
| A. Berti          | 3        | 0       | 0           | 0          | -            | -            | -            | -            | 3        | 0      | 0           | 0          |
| G. Blanco         | 1        | 0       | 0           | 0          | 0            | 0            | 0            | 0            | 1        | 0      | 0           | 0          |
| I. Capitanelli    | 5        | 0       | 3           | 0          | 0            | 0            | 0            | 0            | 5        | 0      | 3           | 0          |
| D. Chatzīnikolaou | 6        | 0       | 0           | 0          | 1            | 0            | 0            | 0            | 7        | 0      | 0           | 0          |
| K. Chiavaro       | 0        | 0       | 0           | 0          | 2            | -1           | 0            | 0            | 2        | -1     | 0           | 0          |
| S. Colombo        | 17       | 0       | 1           | 0          | 2            | 0            | 0            | 0            | 19       | 0      | 1           | 0          |
| H. Corrado        | 11       | 0       | 2           | 0          | 2            | 0            | 0            | 0            | 13       | 0      | 2           | 0          |
| P. Di Marino      | 14       | 0       | 3           | 1          | 2            | 0            | 0            | 0            | 16       | 0      | 3           | 1          |
| E. Errico         | 10       | 0       | 0           | 0          | -            | -            | -            | -            | 10       | 0      | 0           | 0          |
| K. Eržen          | 20       | 1       | 1           | 0          | 2            | 0            | 1            | 0            | 22       | 1      | 2           | 0          |
| E. Garnier        | 19       | 0       | 2           | 0          | -            | -            | -            | -            | 19       | 0      | 2           | 0          |
| E. Goldoni        | 19       | 5       | 2           | 0          | 1            | 1            | 0            | 0            | 20       | 6      | 2           | 0          |
| L. Golob          | 10       | 1       | 1           | 0          | -            | -            | -            | -            | 10       | 1      | 1           | 0          |
| S. González       | 19       | 1       | 3           | 0          | 2            | 0            | 1            | 0            | 21       | 1      | 4           | 0          |
| F. Imprezzabile   | 8        | 0       | 0           | 0          | 1            | 0            | 1            | 0            | 9        | 0      | 1           | 0          |
| S. Jaimes         | 14       | 2       | 3           | 1          | 2            | 0            | 0            | 0            | 16       | 2      | 3           | 1          |
| M. Kuenrath       | 6        | 0       | 0           | 0          | 1            | 0            | 0            | 0            | 7        | 0      | 0           | 0          |
| C. Mauri          | 10       | 1       | 1           | 0          | -            | -            | -            | -            | 10       | 1      | 1           | 0          |
| A. Penna          | 1        | 0       | 0           | 0          | -            | -            | -            | -            | 1        | 0      | 0           | 0          |
| R. Pinna          | 9        | 3       | 0           | 0          | -            | -            | -            | -            | 9        | 3      | 0           | 0          |
| E. Popadinova     | 10       | 0       | 1           | 0          | 2            | 0            | 0            | 0            | 12       | 0      | 1           | 0          |
| M. Porcarelli     | 9        | 1       | 1           | 0          | 1            | 0            | 0            | 0            | 10       | 1      | 1           | 0          |
| E. Severini       | 14       | 0       | 1           | 0          | 1            | 0            | 0            | 0            | 15       | 0      | 1           | 0          |
| M. Toniolo        | 13       | 1       | 2           | 0          | 0            | 0            | 0            | 0            | 13       | 1      | 2           | 0          |
| F. Zavarese       | 0        | 0       | 0           | 0          | -            | -            | -            | -            | 0        | 0      | 0           | 0          |